# Laboratoire spécification et vérification
Le Laboratoire spécification et vérification (LSV) était le laboratoire de recherche en informatique de l'ENS Paris-Saclay.
Au 1er janvier 2021, il a fusionné avec une partie du Laboratoire de recherche en informatique pour devenir le Laboratoire Méthodes Formelles.
Le LSV est créé en 1997 et il est associé au Centre national de la recherche scientifique depuis janvier 1997.
Il compte aujourd'hui[Quand ?] dix-neuf membres permanents, environ autant de doctorants, ainsi que plusieurs membres associés.